# Liste von Sakralbauten in Konstanz
Die Liste von Sakralbauten in Konstanz nennt Kirchen und sonstige Sakralbauten in Konstanz, Landkreis Konstanz.

## Liste
Anmerkung zu den Standorten: Um die Orientierung zu erleichtern, steht „Altstadt“ nur bei den Kirchen innerhalb der historischen Altstadt, bei den westlich der früheren Stadtmauer steht deshalb „Paradies“ – die amtliche Grenze der beiden Stadtbezirke (für administrative Zwecke) verläuft weiter westlich.

### Römisch-Katholisch
| Abbildung | Name                       | Standort                  | Bauzeit   | Besonderheiten |
| --------- | -------------------------- | ------------------------- | --------- | -------------- |
|           | Münster                    | Altstadt                  |           |                |
|           | St. Stephan                | Altstadt                  |           |                |
|           | Bruder-Klaus-Kirche        | Petershausen              | 1955–1956 |                |
|           | Dreifaltigkeitskirche      | Altstadt                  | um 1279   |                |
|           | St. Gebhard                | Petershausen              | 1929–1930 |                |
|           | Paradieskapelle St. Martin | Paradies                  |           |                |
|           | Schottenkapelle St. Jakob  | Paradies                  |           |                |
|           | St. Suso                   | Petershausen, Taborweg 34 |           |                |
|           | Maria-Hilf-Kirche          | Allmannsdorf              |           |                |
|           | St. Peter und Paul         | Litzelstetten             | 1977–1979 |                |
|           | Schlosskirche St. Marien   | Insel Mainau              | 1732–1739 |                |

### Alt-Katholisch
| Abbildung | Name           | Standort | Bauzeit   | Besonderheiten |
| --------- | -------------- | -------- | --------- | -------------- |
|           | Christuskirche | Altstadt | 1604–1607 |                |

### Evangelisch
| Abbildung | Name           | Standort                                                     | Bauzeit                                                       | Besonderheiten          |
| --------- | -------------- | ------------------------------------------------------------ | ------------------------------------------------------------- | ----------------------- |
|           | Christuskirche | Wollmatingen                                                 |                                                               |                         |
|           | Lutherkirche   | Paradies                                                     |                                                               |                         |
|           | Pauluskirche   | Petershausen, Mainaustraße 31                                | 12. August 1928 Grundsteinlegung 15. Dezember 1929 Einweihung | Fenster von Karl Knappe |
|           | Petruskirche   | Petershausen-West, Wollmatinger Straße 58 Neben dem Friedhof | 1974 Einweihung                                               |                         |